# Vostochni (Kavkázskaya, Krasnodar)
Vostochni (del ruso: Восточный) es un jútor del raión de Kavkázskaya del krai de Krasnodar, en el sur de Rusia. Está situado en la orilla izquierda del río Chelbas, en la cabecera del río Beisug, 14 km al noroeste de Kropotkin y 130 km al nordeste de Krasnodar, la capital del krai. Tenía 126 habitantes en 2010.
Pertenece al municipio Privólnoye.